# イマジナリー
『イマジナリー』（原題：Imaginary）は2024年に公開されたアメリカ合衆国のホラー映画である。監督はジェフ・ワドロウ、主演はディワンダ・ワイズが務めた。

## 概略
児童文学作家のジェシカは、離婚歴のある夫（マックス）と2人の義理の娘（テイラーとアリス）を連れ、自らが子供時代を過ごした家に引っ越してきた。アリスはテディベアを見付け、「チョンシー・ベア」と名づけて一緒に遊ぶようになった。そんなある日、アリスが釘に手を打ち付けようとした。ジェシカが間一髪のところで制止したが、話を聞くに、アリスはチョンシー・ベアとゲームをしていただけなのだという。
ジェシカはアリスを精神科医に連れて行くことにしたが、チョンシー・ベアにまつわる怪現象は続き、ついにはアリスが失踪してしまう。アリスの行方を追う中で、ジェシカはチョンシー・ベアの正体を知る。実は、チョンシー・ベアはジェシカの子供時代のイマジナリーフレンドだったのである。過去にもジェシカを異空間へ引きずり込もうとしたことがあったが、その記憶はジェシカの中で抑圧されていたため、危険を察知できなかった。
チョンシー・ベアの真の狙いは自分だった。その事実を知ったジェシカは、アリスを救うべく異空間へ乗り込む。

## キャスト
- ジェシカ：ディワンダ・ワイズ（英語版）
- マックス：トム・ペイン
- アリス：パイパー・ブラウン
- グロリア：ベティ・バックリー（英語版）
- テイラー：テイゲン・バーンズ
- リアム：マシュー・サトー
- アラナ・ソト博士：ヴェロニカ・ファルコン（英語版）
- チョンシー・ベア：デイン・ディリーグロ

## 製作・音楽
2023年5月から6月にかけて、本作の主要撮影がロサンゼルスとニューオーリンズで行われた。11月14日、ベアー・マクレアリーが本作で使用される楽曲を手掛けるとの報道があった。2024年3月8日、本作のサウンドトラックが発売された。

## 公開・マーケティング・興行収入
ブラムハウス・プロダクションズはユニバーサル・ピクチャーズとファーストルック契約を結んでいるが、ユニバーサルは本作の配給を見送った。2023年2月、ライオンズゲートが本作の全世界配給権獲得に向けて最終交渉に臨んでいると報じられた。11月17日、本作のオフィシャル・トレイラーが公開された。2024年3月8日、本作は全米3118館で封切られ、公開初週末に991万ドルを稼ぎ出し、週末興行収入ランキング初登場3位となった。
なお、本作は2024年2月2日に全米公開される予定だったが、後に同年3月8日に延期された。

## 評価
本作に対する批評家の評価は芳しいものではない。映画批評集積サイトのRotten Tomatoesには100件のレビューがあり、批評家支持率は24%、平均点は10点満点で4.1点となっている。サイト側による批評家の見解の要約は「『イマジナリー』の中核をなすコンセプトは幾ばくかの恐怖を生み出すには十分なものである。しかし、そのポテンシャルの多くは陳腐なストーリーの中で失われてしまい、世界観の構築も上手くいっていない。」となっている。また、Metacriticには21件のレビューがあり、加重平均値は34/100となっている。なお、本作のCinemaScoreはC+となっている。